# Pablo Hernández (football, 1986)
Pedro Pablo Hernández, né le 24 octobre 1986 à San Miguel de Tucumán en Argentine, est un joueur de football international chilien d'origine argentine, qui évolue au poste d'attaquant ou de milieu de terrain offensif. Surnommé « El Tucumano Hernández », il évolue actuellement avec le club argentin du CA Independiente.

## Biographie
Hernández reçoit la nationalité du Chili grâce à sa grand-mère, d'origine chilienne, ce qui le rend éligible pour être appelé en sélection nationale. Le 23 janvier 2014, il est appelé par Jorge Sampaoli et fait ses débuts avec l'équipe nationale chilienne contre le Costa Rica (victoire 4-0), match au cours duquel il signe un doublé.
Le 20 septembre 2014, alors que la rencontre entre l'Atlético Madrid et le Celta Vigo avait débuté depuis quelques minutes, Pablo Hernandez a marqué un but que n'aurait pas renié Zlatan Ibrahimović. Sur un long ballon, le joueur du Celta Vigo a réussi une aile de pigeon alors qu'il était dos au but. Un geste qui a complètement surpris le portier de Madrid, Moya, et surtout qui a permis à son équipe de prendre un point sur la pelouse des champions d'Espagne en titre (2-2).
Au Celta de Vigo depuis 2014, Pablo Hernandez quitte l'Espagne le 4 juillet 20178[Quand ?]. Le milieu international chilien, dont le contrat à Vigo s'étendait jusqu'en 2020, signe avec le CA Independiente (Argentine).

### Palmarès
Finaliste de la Coupe des confédérations 2017